# توم كروس (مبارز بالسيف)
توم كروس (بالإنجليزية: Tom Cross)‏ هو مبارز بالسيف أسترالي، ولد في 1931.

## وصلات خارجية
- توم كروس على موقع اللجنة الأولمبية الدولية (الإنجليزية)
- توم كروس على موقع أوليمبيديا (الإنجليزية)
- توم كروس على موقع اللجنة الأولمبية الأسترالية (الإنجليزية)